# سوگوزو (بسنی)
سوگوزو (به ترکی استانبولی: Sugözü) یک منطقهٔ مسکونی در ترکیه است که در بسنی واقع شده‌است.